# 10130 Ardre
10130 Ardre är en asteroid i huvudbältet som upptäcktes den 19 mars 1993 i samband med det svenska projektet UESAC. Den fick den preliminära beteckningen 1993 FJ50 och namngavs senare efter Ardre, en tidigare församling och socken på Gotland.
Ardres senaste periheliepassage skedde den 14 juni 2021.[Uppdatering behövs]